# Phumi Takaev
Phumi Takaev este un oraș din provincia Takéo, Cambodgia.